# ارنی بوورینگ
ارنی بوورینگ (انگلیسی: Ernie Bowering؛ ۳۰ مارس ۱۸۹۱ – ۲۳ نوامبر ۱۹۶۱) بازیکن فوتبال اهل بریتانیا بود.
از باشگاه‌هایی که در آن بازی کرده‌است می‌توان به باشگاه فوتبال مرثر تاون، باشگاه فوتبال تاتنهام هاتسپر، و باشگاه فوتبال فولام اشاره کرد.